# Lin Qing
Lin Qing (chiń. 林清; ur. 5 kwietnia 1995) – chiński lekkoatleta specjalizujący się w skoku w dal.
W 2011 został mistrzem świata juniorów młodszych, a w 2012 był czwarty na halowych mistrzostwach Azji oraz zdobył mistrzostwo Azji juniorów. Siódmy zawodnik mistrzostw świata juniorów (2012). W 2014 ponownie stanął na najwyższym stopniu podium juniorskich mistrzostw Azji oraz zdobył srebrny medal mistrzostw świata juniorów w Eugene.
Występuje także w rywalizacji trójskoczków. 
Rekordy życiowe: stadion – 7,99 (12 czerwca 2014, Tajpej); hala – 7,78 (15 marca 2013, Fuzhou). 

## Osiągnięcia
| Rok  | Impreza                               | Miejsce         | Pozycja    | Wynik |
| ---- | ------------------------------------- | --------------- | ---------- | ----- |
| 2011 | Mistrzostwa świata juniorów młodszych | Lille Metropole | 1. miejsce | 7,83  |
| 2012 | Halowe mistrzostwa Azji               | Hangzhou        | 4. miejsce | 7,62  |
| 2012 | Mistrzostwa Azji juniorów             | Kolombo         | 1. miejsce | 7,96  |
| 2012 | Mistrzostwa świata juniorów           | Barcelona       | 7. miejsce | 7,49  |
| 2014 | Mistrzostwa Azji juniorów             | Tajpej          | 1. miejsce | 7,99  |
| 2014 | Mistrzostwa świata juniorów           | Eugene          | 2. miejsce | 7,94  |